# Triassico inferiore
| Periodo                                                                                     | Epoca                | Piano          | Età (Ma)        |
| ------------------------------------------------------------------------------------------- | -------------------- | -------------- | --------------- |
| Giurassico                                                                                  | Giurassico inferiore | Hettangiano    | Più recente     |
| Triassico                                                                                   | Triassico superiore  | Retico         | ~205,7          |
| Triassico                                                                                   | Triassico superiore  | Norico         | ~227,3          |
| Triassico                                                                                   | Triassico superiore  | Carnico        | ~237            |
| Triassico                                                                                   | Triassico medio      | Ladinico       | 241,464 ± 0,28  |
| Triassico                                                                                   | Triassico medio      | Anisico        | 246.7           |
| Triassico                                                                                   | Triassico inferiore  | Olenekiano     | 249,9           |
| Triassico                                                                                   | Triassico inferiore  | Induano        | 251,902 ± 0,024 |
| Permiano                                                                                    | Lopingiano           | Changhsingiano | Più antico      |
| Suddivisione del Triassico secondo la Commissione internazionale di stratigrafia dell'IUGS. |                      |                |                 |

Nella scala dei tempi geologici, il Triassico inferiore rappresenta la prima delle tre epoche o serie stratigrafiche in cui è suddiviso il Triassico, che a sua volta è il primo dei tre periodi in cui è suddivisa l'era del Mesozoico.
Il Triassico inferiore è compreso tra 251,0 ± 0,4 e 245,9 milioni di anni fa (Ma), preceduto dal Lopingiano, l'ultima epoca del precedente periodo Permiano, e seguito dal Triassico medio.

## Suddivisione
La Commissione Internazionale di Stratigrafia (ICS) suddivide il Triassico inferiore in due piani:
- Triassico inferiore
  - Olenekiano,  da 249,5 a 245,9  Ma
  - Induano,  da 251,0 ± 0,4 a 249,5  Ma

## Definizioni stratigrafiche e GSSP
La base del Triassico inferiore e di conseguenza dell'intero periodo Triassico, nonché base dell'Era geologica del Mesozoico, coincide con quella del suo primo piano, l'Induano ed è fissata alla prima comparsa negli orizzonti stratigrafici della specie ammonitica Hindeodus parvus oppure alla fine dell'anomalia negativa del δ18O, cioè della concentrazione dell'isotopo 18O dell'ossigeno nel diagramma dello stadio dell'isotopo marino. Questa variazione è in corrispondenza del grande evento di estinzione di massa del Permiano-Triassico.

### GSSP
Il GSSP, cioè il profilo stratigrafico di riferimento della Commissione Internazionale di Stratigrafia, è situato nella contea di Chanxing che fa parte della provincia di Zhejiang, in Cina.

## Forme di vita
Il precedente periodo Permiano era terminato con la drammatica estinzione di massa del Permiano-Triassico, la più devastante tra tutte le estinzioni di massa, che aveva portato alla scomparsa di intere o gran parte delle famiglie di ammoniti, coralli, brachiopodi, molluschi, echinodermi, pesci, insetti, tetrapodi e molti altri invertebrati. All'inizio del Triassico inferiore il nostro pianeta era quasi privo di vita, caldo, arido e semidesertico. Gli ecosistemi impiegarono circa 30 milioni di anni per riprendersi completamente, dando origine a nuove tipologie di specie viventi.
Tra gli invertebrati marini, le forme di vita più comuni all'inizio del Triassico inferiore erano costituite da bivalvi, gasteropodi, ammoniti, echinoidi e alcune specie di brachiopodi. Tra le poche specie presenti sulla terra predominavano i piccoli sinapsidi erbivori del genere Lystrosaurus. 
Data l'ostilità dell'ambiente e la scomparsa della maggior parte delle specie precedenti, la biodiversità era alquanto ridotta e tale rimase per tutta questa epoca.

## Clima
Il clima, specialmente nella parte interna del supercontinente Pangea, era caldo, arido e secco, con progressiva estensione delle terre desertiche, mentre i poli godevano di un clima temperato. 